# Антоновський Антон Іванович
Анто́н Іва́нович Антоно́вський — учасник французько-німецької війни 1812[яка?] року.

## Біографія
Уродженець Хорольщини.
Нагороджений престижним орденом Володимира четвертого ступеня, бронзовою медаллю за участь у битвах 1812 року, срібною медаллю за взяття Парижа у 1814 році і прусським орденом[яким?].
1816 року Антоновський вийшов у відставку, а 1819 року обмінявся землями розташованими у Хорольському повіті з Боровиковським.
1904 року у Вільно (тепер Вільнюс) вийшла книга В. І. Харкевича «1812 в щоденниках, нотатках та спогадах учасників», на сторінках якої були опубліковані мемуари Антона Антоновського «Записи походів і воєнних дій з 1812 по 1816 рр.».
У зібраннях державного історичного музею Російської Федерації у Москві зберігається мініатюрний портрет Антоновського (розміри портрета — 6×4,5 см). Він вміщений в позолочену рамку з рослинним орнаментом. Там же в рукописному відділі є його заповіт, датований 30 березня 1850 року.